# Luis Javier González
Pour les articles homonymes, voir Luis González (homonymie) et Gonzalez.
Luis Javier González (né le 17 juin 1969 à Madrid) est un athlète espagnol, spécialiste du 800 mètres.

## Biographie
Il remporte le titre du 800 m des Championnats d'Europe en salle 1992, devant son compatriote José Arconada et l'Italien Tonino Viali. Il termine deuxième de l'édition suivante, à Paris-Bercy, s'inclinant face au Russe Andreï Loguinov.

### Palmarès
| Date | Compétition                    | Lieu    | Résultat | Épreuve |
| ---- | ------------------------------ | ------- | -------- | ------- |
| 1991 | Jeux méditerranéens            | Athènes | 2e       | 800 m   |
| 1992 | Championnats d'Europe en salle | Gênes   | 1er      | 800 m   |
| 1994 | Championnats d'Europe en salle | Paris   | 2e       | 800 m   |

### Records
| Épreuve | Épreuve   | Performance   | Lieu       | Date            |
| ------- | --------- | ------------- | ---------- | --------------- |
| 800 m   | Plein air | 1 min 44 s 84 | Salamanque | 27 juillet 1993 |
| 800 m   | Salle     | 1 min 46 s 35 | Séville    | 2 février 1994  |